# منطقه یالیبو-پانگیا
منطقه یالیبو-پانگیا یکی از منطقه های استان ارتفاعات جنوبی واقع در کشور پاپوآ گینه نو می باشد. مرکز این منطقه یالیبو است. چمعیت منطقه مطابق با سرشماری رسمی سال ۲۰۰۰ میلادی ۵۰٬۲۴۳ بوده است. این منطقه خود از ۴ فرمانداری محلی تشکیل می گردد که هر فرمانداری به منظور سهولت در امر آمارگیری خود به چند بخش تقسیم می شود.

## تقسیمات
این منطقه دارای ۴ فرمانداری محلی است که اسامی آن ها به شرح زیر است:
- فرمانداری محلی روستایی پانگیا شرقی
- فرمانداری محلی شهری یالیبو
- فرمانداری محلی روستایی کوابی
- فرمانداری محلی روستایی ویرو